# Ахмад аль-Буни
Шейх Ахмад аль-Буни (أحمد البوني), его полное имя Шарафуддин (Шихабуддин) Ахмад ибн Али ибн Юсуф аль-Буни аль-Малики. Родился в 1142 году в Боне (ныне — Аннаба, Алжир). Умер в Каире (Египет) в 1244 году (по другим данным в 1225 году). Был известным суфием, мистиком, писал на духовные и эзотерические темы, в том числе о значении и сущности букв, о математических основах магии, о сихре, джафре и так далее. Аль-Буни большую часть жизни прожил в Мисре (Египт) и учился у многих выдающихся суфийских шейхов своего времени.

## Биография
Ещё в детстве выучил весь Коран и стал хафизом в городе Тунис (ныне — столица Туниса). Являлся последователем маликитского мазхаба и ашаритской акыды. Затем переехал в Андалусию (ныне — Испания) и после некоторого времени начал путешествие по миру с целью изучения суфийских знаний. Некоторое время учился в Александрии и Каире во времена правления последнего фатимидского халифа Адида Лидиниллаха. Вскоре совершил хадж и оттуда направился в Иерусалим, а затем в Дамаск, где встречтился с известным арабским географом, историком шейхом Ибн Асакиром.
В Александрии шейх Ахмад встретился с шейхом-мухаддисом Абу Тахиром ас-Саляфи из Исфахана (ныне — Иран). Сказал шейх ас-Саляфи: «Люди из нашего города (он имел ввиду Александрию) говорят, что у вас есть караматы!». На что шейх Буни процитировал 65 аят суры Нахль: «Аллах ниспослал с неба воду и оживил ею мёртвую землю. Воистину, в этом — знамение для людей внимающих». Сказал шейх ас-Саляфи: "Истину сказал Всевышний Аллах, и Вы сказали правду. И не зря люди уважительно обращаются к вам «Сайидина Буни». Шейх Ахмад: «Люди неправильно говорят. Просто я был свидетелем многих чудес в мире видимом и в мире невидимого». Ас-Саляфи: «И что же происходит в мире невидимого сейчас»? Шейх Буни: «Аллах показал мне Предвечность и Время, и я понял только то, что ничего не понял».
И вот он уже в Багдаде, где встретился с учёным шейхом Абу Хафизом ибн аль-Фараджем. После опять отправился в хадж, остановившись на полгода в Иерусалиме. После Мекки едет в Каир, а затем в город Тунис, где его назначают имамом в городской (квартальной) мечети, где он одновременно занимается преподаванием шариатских наук, а также суфизмом. В итоге возвращается в Каир и там же умирает.
Как-то близкие люди в Каире спросили его: «Зачем же ты так далеко и долго путешествуешь?», на что он ответил: «Лучшее путешествие начинается у Дома Аллаха, и у Дома Его же заканчивается».
Он был современником другого шейха-мистика Ибн Араби (ابن عربي) и написал одну из самых известных и значимых книг в мире эзотерической литературы — Шамс аль-Маариф (كتاب شمس المعارف). «Солнце познания» по-прежнему рассматривается в качестве одного из главных оккультных текстов среди подобных трудов. Официальное мусульманское духовенство поспешило её сразу же после выхода запретить, как несущую ересь и сеющую смуту.
Шейх Ахмад сделал большой вклад в область теургии, теософии, астрологии, нумерологии и других магических наук. Его работы оказали влияние на учение о хуруфизме и леттризме (тайное учение о толковании Корана посредством букв, а также их кодификация и классификация). Воззрения и методы аль-Буни были также заимствованы впоследствии шиитскими мистиками (гирфан).
Составил таблицу ассоциаций между буквами арабского алфавита, таблицу стоянок Луны, таблицу созвездий зодиака и времён года и другие.
«Тайные знания» в суфизме называются «Ильм аль-Гайб», «Ильм лядуни», «Ильм аль-Кяшф», «Ильм аль-Хикма», «Ильм аль-Асмауллах» и «Ильм ар-руханийя». Большинство из методов используемых в них — «муджаррабат» (проверенные, испытанные методы).
Шейх Ахмад аль-Буни показал как строить магические квадраты, составлять накши и талисманы, даджвалы, абджады, работать с хуруфами, именами Аллаха и ангелов. Также в его произведении приведено много методов по исцелению (лечению). Подобные методики получили название «Йоруба» и имеют хождение среди мусульманских целителей Африки (например, в Нигерии).
Шейх написал много работ, однако далеко не все из них дошли до наших дней. Причина этому — позиция официального мусульманского духовенства, которое объявляла такие книги еретическими и сжигало.
Одним из учителей шейха Ахмада был шейх Абу Абдуллах Шамсуддин аль-Асфахани, который в свою очередь учился у шейха Джалаладдина Абдуллаха аль-Бистами, а тот у шейха аль-Сараджани, а тот у шейха Касыма, а тот у шейха Абдуллы аль-Бабани, а тот у шейха Асыладдина аш-Ширази, а тот у шейха Абу Наджиба ас-Сухраварди, а тот у имама аль-Газали, а тот у шейха Ахмада Асвада, а тот у шейха Хаммада аль-Динури, а тот у шейха Джунайда аль-Багдади, а тот у шейха Сари ас-Сакати, а тот у шейха Магруфа Кархи, а тот у шейха Дауда Таи, а тот у шейха Хабиба Аджами, а тот у шейха Хасана Басри, и далее до самого посланника Аллаха Мустафы.
Магические квадраты и талисманы шейх Ахмад научился составлять у шейха Сираджуддина аль-Ханафи, а тот у шейха Шихабуддина аль-Мукаддаси, а тот у шейха Шамсуддина аль-Фариси, а тот у шейха Шихабуддина Хамадани, а тот у шейха Кутбуддина Дия, а тот у самого шейха Ибн Араби, а тот у шейха Абу Аббаса ахмада ибн аль-Туризи, а тот у шейха Абу Абдаллаха аль-Курайши, а тот у шейха Абу Мадина аль-Андалуси.
Также шейх аль-Буни пишет, что приобретал дополнительные знания по «ильм аль-хикма» у шейха Мухаммад Изуддина ибн Джамга, а тот у шейха Мухаммада Сирани, а тот у шейха Шихабуддина Хамадани, а тот у шейха Кутбуддина Дия, а тот у самого шейха Ибн Араби.
Дополнительные знания по «Ильм аль-гайб» шейх Ахмад получил от шейха Абу Аббаса Ахмада ибн Маймуна аль-Касталани, а тот у шейха Абу Абдуллаха аль-Курайши, а тот у шейха Мадина Абу Шуайба ибн Хасана аль-Ансари аль-Андалуси, а тот у шейха Абу Аюба ибн Аби Саида Санхаджи Армузи, а тот у шейха Мухаммада ибн Аби Нура, а тот у шейха Абу Фадхля Адбуллы ибн Башра, а тот у шейха Башра Абу Хасана аль-Джуджари, а тот у шейха Сарри ас-Сакати, а тот у шейха Дауда Таи, а тот у шейха Хабиба Аджами, а тот у шейха Абу Бакра Мухаммада ибн Сирина, а тот у имама Малика, и далее до самого Пророка Мухаммада (мир ему).
Шейх аль-Буни также регулярно упоминает в своих работах Платона, Аристотеля, Гермеса Трисмегиста, Александра Великого, а также Халдейских магов. В одной из своих работ, рассказал историю своего открытия тайника древних рукописей, спрятанных под египетскими пирамидами, которые включали работу Герметических мыслителей (мастеров).
Шейх Набхани в своей книге «Джамиг карамат аль-авлия» («Собрание чудес святых») упомянул, что шейх Абу Аббас Мурси учился суфизму у шейха Буни.
Шейх Ахмад проводил многие часы в поклонении Аллаху (особенно ночью), много постился. Редко контактировал с простым людом, предпочитая более общение с алимами, суфийскими шейхами. Часто уединялся в чиллехана. 
Шейху Ахмаду приписываются встречи с Хазрати Хизри, Ильясом ан-Наби и Исой бин Марьям. 
Считается, что обладал караматами, среди которых, например, одновременное нахождение в Мекке и Медине, летание по воздуху и хождение по воде. В еде был прост и неприхотлив, предпочитая мясным блюдам орехи, овощи и фрукты.